# Kirby's Return to Dream Land
Kirby's Return to Dream Land, conhecido na Europa e Austrália como Kirby's Adventure Wii e no Japão como Hoshi no Kirby Wii (星のカービィWii Hoshi no Kābyi Wii), é um videogame da série Kirby e o décimo segundo jogo de plataforma da série, desenvolvido pela HAL Laboratory, e publicado pela Nintendo. Enquanto Kirby's Epic Yarn foi lançado em 2010, Kirby's Return to Dream Land é o primeiro jogo de console caseiro de plataforma tradicional de Kirby desde Kirby 64: The Crystal Shards, que foi lançado em 2000 para o Nintendo 64. O título foi lançado pela primeira vez na América do Norte em 24 de outubro de 2011, e posteriormente na Europa em 25 de novembro de 2011.
Kirby's Return to Dream Land apresenta a jogabilidade básica dos tradicionais jogos de plataforma de Kirby, em que o personagem-título Kirby possui a habilidade de inspirar e copiar inimigos, a fim de atingir as formas que lhe dão uma variedade de tais ataques como cuspir fogo ou balançar uma espada. O jogo suporta jogabilidade de multiplayer cooperativa, permitindo que até quatro jogadores controlem vários personagens, incluindo Waddle Dee, Rei Dedede e Meta Knight. A trama de Kirby é focado nos personagens recuperando os pedaços de uma nave espacial alienígena caída.
Um remake intitulado Kirby's Return to Dream Land Deluxe foi lançado em 24 de fevereiro de 2023 no Nintendo Switch.

## Jogabilidade
Kirby's Return to Dream Land é um jogo de plataforma de tipo side-scrolling 2,5D, controlado segurando o Wii Remote para os lados. O objetivo principal é ajudar o alienígena Magolor, cuja nave espacial, a Astrovela Lor, fez um pouso forçado no Planeta Pop. O jogador é encarregado de recolher os pedaços da nave, que estão dispersos e escondidos dentro dos níveis do jogo, cada um dos quais terá lugar em várias áreas do planeta.

## Trama

### Modo História
A história começa com o Rei Dedede e o Waddle Dee bandana perseguindo Kirby, que estava carregando um bolo. Eles correm passando por Meta Knight que está lendo um livro. Kirby de repente para com a visão de uma nave espacial em forma de barco viajando através do que parece ser uma fenda espacial em forma de estrela, que cai. Kirby e seus companheiros correm, entram na nave e encontram uma criatura alienígena chamada Magolor. Quando Magolor descobre que as cinco peças principais, juntamente com todas as 120 esferas de energia da nave, a astronave Astrovela Lor (Paraíso, na língua de Halcandra), foram espalhadas através das cinco cantos do planeta. Kirby e o resto do grupo se oferecem para ajudar a obter os pedaços. Depois de recuperar todas as partes da astronave, tentam viajar para a terra natal de Magolor, Halcandra. O último êxito é chegar a Halcandra, apenas para colidir com o planeta e lutar contra o dragão de quatro cabeças Landia. Após derrotar Landia (que é capaz de se dividir em quatro dragões), a coroa que estava usando se solta. Magolor então revela suas verdadeiras intenções de assumir o universo usando o poder da Coroa Suprema (coroa de Landia), e colocá-la em sua cabeça, transformando-o em um ser gigante. Magolor viaja de volta para o Planeta Pop, através de uma fenda espacial (que o leva para uma outra dimensão), intento em fazer isso por fim. Os pequenos dragões Landia - cujas intenções eram proteger a Coroa Suprema de Magolor, um sedento por poder - assentam Kirby e seus amigos e decolam pela fenda espacial para frustrar Magolor. Depois de lutar contra uma Astrovela Lor transformada e Magolor, a Coroa Suprema se despedaça e Magolor se descorrompe. Kirby e seus amigos retornam à sua casa querida através do portal feito por Magolor, que se despede deles com Landia para voltarem ao seu lar.

### Epilogo do Magolor: o viajante interdimensional
Após ser derrotado pelo Kirby, Magolor é transportado para a dimensão paralela, onde ele deve encontrar fragmentos de frutas para poder escapar e voltar para casa. Após conseguir todos os fragmentos, um pedaço da Coroa Suprema fusionado com a Spectrosfera Mor tentam absorver a fruta, mas Magolor os derrota, porem os fragmentos da Coroa Suprema possuem a maçã e formam a Coroa Suprema: uma coroa sem governante.Após finalmente destruir a Coroa Suprema, Magolor é levado para o Dream Kingdom, o reino de Team Kirby Clash Deluxe.

## Mundos
O jogo possui 7 mundos, 5 no Estrela Pop e 2 em Halcandra.
- Campos Churros: Primeiro mundo tradicional de Kirby, se passa em um bosque com grandes árvores, campinas, flores e algumas cavernas. Aqui é o mundo mais fácil e bom para treinar as novas habilidades.
- Oásis Oliva: Vasto deserto, com templo, ruínas, pirâmides e oásis.
- Resorte Refresco: Aqui Kirby começa numa praia rochosa, para chegar em um grande oceano com peixes e grutas aquáticas.
- Alpes Açucar: Fase de neve e gelo, possui desde colinas de neve acumulada a lagos congelados e escorregadios. Também há blocos de gelo que só podem ser destruídos com um poder específico.
- Geosfera Goiabada: Mundo final de Estrela Pop, traz todos os elementos dos mundos anteriores mas se passa nas nuvens, algumas sendo coloridas. Também introduz inimigos abstratos e diferentes, sendo maioria com capacidade de pairar, já que este mundo se passa nos céus.
- Engrenagens Espetinho: Primeiro nível de Halcandra, é uma área muito perigosa totalmente mecanizada. Seu horizonte é dominado por grandes edifícios e vigas de aço.
- Magma Malagueta: Último nível de Halcandra, o mais perigoso, pode-se perder vidas facilmente aqui. Cheio de grandes vulcões e muita lava, é o lar do dragão Landia.
- Dimensão Paralela: Último mundo. Túnel interdimensional entre dimensões. Os chefes finais são a Astrovela Lor, Magolor e a Alma de Magolor(apenas no modo extra).

Fonte: Site oficial

## Chefões

### Original e Remake
- Whispy Woods: O chefão dos Campos Churros. Ele te ataca utilizando maçãs, suas raizes e inimigos como espinhaldos. Em sua segunda fase ele te sugará.

- Sr. Genial: O eterno artista. Ele ataca Kirby com punhos e suas caveiras geniais.

- Baialofo: Um peixe gigante que ataca o Kirby rolando e cuspindo água.

- Goriath: Um gorila que utiliza poderes semelhantes a habilidade de cópia lutador.

- Spectrosfera Mor: A líder de todos as Spectrosferas. Ela tenta absorver o mastro da Astrovela Lor.

- General Metal: Um robô que foi abandonado por seu mestre a séculos em Halcandra.

- Landia: Um dragão de 4 cabeças que pode se dividir em quatro. Ele é o guardião da Coroa Suprema, apesar de que ele ainda seja afetado por seu poder.

- Lor e Magolor: Magolor utiliza a Astrovela Lor para atacar Kirby e Landia.

- Magolor: Uma luta com a versão de Magolor melhorada pela Coroa Suprema. Em sua segunda fase, Magolor perde o controle e passa a ser controlado pela Coroa Suprema.

- Alma de Magolor: Uma versão mais difícil da segunda fase do Magolor.

- Galacta Knight: O guerreiro mais forte da galaxia de Kirby Super Star Ultra aparece como um chefão extra da Verdadeira Arena.

### Exclusivos do remake
- Sr. Genial Alta Voltagem: Uma versão mais difícil da luta com o Sr. Genial, só que ele possui ataques elementais elétricos.

- Baialofo Ígneo: Uma versão mais difícil da luta com o Baialofo, só que ele possui ataques elementais de fogo.

- Hidrorila: Uma versão mais difícil da luta com o Goriath, só que ele possui ataques elementais de água.

- Spectrosferas Furiosas: Esta é uma versão mais difícil da luta contra os Spectrosferas, em combinação com alguns ataques de Landia.

- Spectrosfera real: Esta é uma versão fusionada da Spectrosfera Mor e da Coroa Suprema. Ela é uma mistura das lutas com as Spectroferas Furiosas e a primeira fase da luta com o Magolor.

- Coroa Suprema: O chefe final do Epílogo do Magolor. A coroa se fundiu com a fruta vermelha e se tornou uma árvore. Ela tenta atacar o Magolor com suas raizes e folhas, invoca maçãs explosivas e alguns inimigos comuns. Em sua segunda fase, Magolor deve ataca-la com uma Ultraespada.

- Alma de Magolor (Verdadeira Arena): a primeira fase começa apenas como uma versão mais rápida e difícil da luta do jogo original, mas na segunda fase, o Magolor perde seus olhos e derruba uma maçã, e um novo olho surge em sua boca. Ele começa utilizando novos ataques baseados nas novas habilidades do remake, Areia e Maqui e volta a ser uma versão mais difícil da luta original.

## Parque Magolândia
Este é um novo modo adicionado no remake para Nintendo Switch. Nele, você pode jogar vários minijogos da série inteira, além de desbloquear máscaras de personagens dos jogos anteriores.

### Minijogos
- Papa Ovo
- Kirby Samurai
- Caibeiro
- Bomba Quente
- Racha Rocha
- Estrela Batente
- Na Mira do Kirby
- Dojo Ninja
- Caça ao Livro de Magolor
- Zap-pega

### Máscaras
Lista de todas máscaras na ordem em que aparecem no menu de seleção:
Kirby, Kirby (azul), Kirby (verde), Kirby (amarelo), Rei Dedede, Meta Knight, Waddle Dee Bandana, Magolor, Waddle Dee, Waddle Doo, Kracko, Sr. Congelão, Bonkers, Mago Pesadelo, Rick, Pick, Kine, Mine, Coru, Coru (cinza), Clone Matéria Escura, Mestre-cuca Kawasaki, Marx, Alma de Marx, Cometa Nova, Nago, Pitch, Chuchu, Gooey, Gooey (matéria grudenta), Zero, Adeleine, Adeleine (focada), Ribbon, Ribbon (penteado de uma amiga), Kirby sombrio, Meta Knight sombrio, Meta Knight sombrio (espelho sombrio), Betinta, Daroach, Daroach sombrio, Nébula sombria, Dedede mascarado, Galacta Knight, Whispy Woods, Whispy Woods EX, Sr. Genial, Sr. Genial EX, Baialofo, Baialofo EX, Goriath, Goriath EX, Spectrosfera Mor, Spectrosfera Mor EX, General Metal, General Metal EX, Landia, Landia EX, Magolor traidor, Magolor traidor EX, Tarângela, Velha Amiga, Rainha Sectonia, Armadura Robobot, Susi, Susi (roupa de passeio), Presidente Haltmann, Francisca, Francisca vingativa, Flamberge, Flamberge vingativa, Zan Partizanne, Zan Partizanne vingativa, Hyness, Morpho Knight, Kirby mutacano, Auaufy, Simonça, Dedede transtornado, Elfillin, Elfillin (sorrindo), Magolor Interdimensional, Waddle Dee (funcionário do parque), Magolor gerente e Kirby (ouro)

## Desenvolvimento
Kirby's Return to Dream Land começou o desenvolvimento imediatamente após o lançamento do jogo de 2000 Kirby 64: The Crystal Shards como um título para o Nintendo GameCube. O jogo passou por um período de desenvolvimento de 11 anos em que três diferentes versões propostas do jogo foram desenvolvidas e, em seguida, descartadas. A primeira versão foi similar ao estilo gráfico e de jogabilidade de Kirby 64, renderizados em 3D, mas usando a jogabilidade tradicional de side-scrolling de 2D. O jogo também suporta multiplayer com até quatro jogadores. Esta versão foi demonstrada na E3 em 2005, e foi prevista para ser lançada mais tarde nesse ano. No entanto, a dificuldade com programação para quatro jogadores levaram a esta versão a ser descartada. A segunda versão coloca Kirby em um ambiente de jogabilidade estilo mundo aberto em 3D, e a terceira versão volta a jogabilidade de side-scrolling, mas tem o estilo gráfico de um livro pop-up. A equipe de desenvolvimento percebeu que o fracasso das três primeiras tentativas foram causadas por um foco excessivo no multiplayer, por isso o foco foi deslocado quase que exclusivamente à experiência de single-player. O desenvolvimento da versão final acelerou em outubro de 2010, quando o jogo começou a tomar forma.
O longo desenvolvimento de Kirby causou o jogo frequentemente aparecer e depois desaparecer das listas de jogos futuros. Em 14 de setembro de 2006, o jogo Kirby apareceu em uma lista dos futuros jogos do Wii, nomeado Hoshi no Kābī (星のカービィ, lit. "Kirby das Estrelas"), previsto para ser lançado no Japão. A matéria de Dezembro de 2006 da revista Nintendo Power removeu Kirby de sua lista de lançamentos do GameCube, mas não colocou em sua lista de lançamentos do Wii. Matt Casamassina da IGN, postou em seu blog, promovida a ideia de um lançamento do Wii, afirmando que de fato seria lançado para o Wii em 2007. Comparou-o a Donkey Kong Barrel Blast, um outro jogo que foi originalmente anunciado como um título de GameCube, mas acabou lançado no Wii. Enquanto o jogo não apareceu no E3 2007, Beth Llewelyn da Nintendo of America confirmou que o jogo "não tem sido abandonado." A matéria de Dezembro de 2007  da Official Nintendo Magazine afirmou que um jogo de Kirby para o Wii não estava em desenvolvimento. Em 7 de maio de 2010, a Nintendo confirmou que um título de Kirby Wii ainda estava em formação.
A Nintendo anunciou o jogo Kirby's Epic Yarn na E3 2010, um título completamente separado que estava em desenvolvimento pela Good-Feel. O jogo de Kirby de 2005 foi então presumido ter sido cancelado até que um Reunião de Informação dos Resultados Financeiros em 28 de janeiro de 2011 re-anunciou o jogo com uma data de lançamento definida no mesmo ano. Na E3 2011, o jogo foi demonstrado em forma jogável sob o título provisório Kirby Wii. O jogo foi então mais tarde rebatizado Kirby's Return to Dream Land na América do Norte e Kirby's Adventure Wii na Europa, e Hoshi no Kābī Wii (星のカービィWii) no Japão.
Em 2022 durante o Nintendo Direct foi anunciado o remake Kirby's Return to Dream Land Deluxe que foi lançado em fevereiro de 2023 para Nintendo Switch.

## Recepção
Kirby's Return to Dream Land recebeu críticas "geralmente favoráveis", com base no agregador de críticas Metacritic. De acordo com a Nintendo, o jogo vendeu 1,31 milhão de cópias até março de 2012.
Vários críticos apreciaram o retorno da jogabilidade tradicional de Kirby, em comparação com conteúdos exclusivos como Kirby's Epic Yarn. Os gráficos e os visuais foram elogiados por serem detalhados e vibrantes.